# Ilaix Moriba
Moriba Kourouma Kourouma (Conakry, Guinea, 19 de gener de 2003), conegut com a Ilaix Moriba, és un futbolista d'origen guineà que juga com a migcampista al Celta de Vigo. Juga internacionalment amb la selecció de Guinea.
A causa del seu físic i creativitat, Moriba ha estat comparat amb el francès Paul Pogba.

## Carrera esportiva

### FC Barcelona
Moriba va arribar al Futbol Club Barcelona procedent del Reial Club Esportiu Espanyol el 2010. Ha estat considerat com un dels millors jugadors de la seva generació, i molt sovint ha jugat en categories de jugadors més grans que ell. Moriba realment va destacar als 15 anys quan va marcar un hat-trick davant el Reial Madrid sub-19. El més destacable va ser el seu últim gol, on va marcar des del centre del camp a l'inici de la segona part.
L'abril de 2019, quan el seu contracte juvenil estava a punt d'acabar, i davant l'interès d'altres clubs europeus com el Manchester City i la Juventus de Torí per fitxar-lo, i després d'haver participat amb el Barça en la Lliga Juvenil de la UEFA, va renovar contracte amb el Barça fins al 2022 amb un salari de més de 500.000 euros anuals i una clàusula de rescissió de 100 milions d'euros, un rècord per l'edat del futbolista.
La temporada següent debutaria amb el Futbol Club Barcelona B el 7 de setembre de 2020 en una derrota per 1-0 davant la Sociedad Deportiva Ejea. Va marcar el seu primer gol el 8 de març, el guanyador en una victòria per 3-2 contra la Unió Esportiva Llagostera.
Durant la temporada 2020-21, Moriba fou convocat amb el primer equip per primera vegada per a un partit de Lliga contra el Granada CF. Finalment va quedar-se a la banqueta, en un partit que el Barça va guanyar per 4-0. La mateixa temporada va fer el seu debut el 21 de gener de 2021 amb el primer equip en una victòria a domicili per 2-0 contra la Unió Esportiva Cornellà en els setzens de final de la Copa del Rei. El 13 de febrer va fer el seu debut en lliga, en un partit que acabaria en victòria per 5–1 contra el Alavés, i en el qual va fer una assistència a Francisco Trincão. Posteriorment va tornar a aparèixer amb els blaugranes en una victòria per 2-0 a fora contra el Sevilla CF en lliga, substituint Pedri que s'havia lesionat en la segona part. Va donar una assistència, aquest cop a Leo Messi, que va conduir a un bonic gol. Va marcar el seu primer gol en lliga el 6 de març de 2021, un xut amb l'esquerra, en una victòria per 0-2 a fora contra el CA Osasuna el 6 de març de 2021 (casualment també el primer gol del seu company Ansu Fati amb el primer equip blaugrana havia estat a El Sadar davant l'Osasuna). Amb aquest gol esdevingué el cinquè jugador més jove de la història del Barça en marcar en lliga, només per sota d'Ansu Fati, que ho aconseguí amb 16 anys, i Bojan Krkic, Leo Messi, i Pedri. La temporada 2020-21 va ser finalment molt reeixida pel jugador, que va arribar a jugar 18 partits amb el primer equip, cinc de titular i va fer 3 gols. Va entrar en els plans de l'entrenador Ronald Koeman per davant fins i tot de Riqui Puig i Pjanić.
A començaments de la temporada 2021-22 i enmig de la crisi en què es trobava el Barça a causa de la seva delicada situació econòmica, el jugador va ser apartat de la disciplina del primer equip, i no hi va fer la pretemporada, essent enviat al Barça B en no voler acceptar les condicions a la baixa que el club li oferia per renovar, malgrat que entrava en els plans de Koeman. L'agost varen començar a arribar ofertes d'altres clubs per fitxar el jugador.

### RB Leipzig
El 31 d'agost de 2021, Moriba fou traspassat a l'RB Leipzig de la Bundesliga per 16 milions d'euros, més 6 en variables. El FC Barcelona es reservava també el 10% de qualsevol venda futura.

#### Cessió al València
El 28 de gener de 2022, el València CF va anunciar l'arribada de Moriba, cedit, fins a final de temporada. Moriba hi va retornar per una segona cessió durant la temporada 2022–23.

#### Cessió al Getafe
El 8 de gener de 2024, després de no haver jugat amb l'RB Leipzig durant la primera part de la temporada 2023–24, fou cedit a un altre equip de la lliga espanyola, el Getafe CF, fins al final de la temporada. Moriba va debutar amb el Getafe l'11 de febrer contra el Celta, en partit que va resultar en una victòria per 3–2.

#### Cessió al Celta
El 7 d'agost de 2024, Moriba va tornar a la Lliga, fitxant pel Celta en qualitat de cedit amb una opció de compra.

### Celta de Vigo
El 16 de juny de 2025, Moriba es va incorporar definitivament al Celta, que va exercir l'opció de compra sobre el jugador, que va signar contracte fins al 30 de juny del 2029. L'operació va beneficiar econòmicament el Barça, que ingressaria uns 600.000 euros amb la venda de Moriba.

## Vida personal
Ilaix Moriba és nascut a Matam, una subprefectura de Conakry, la capital de Guinea. Son pare, Mamady Kourouma, és liberià de la regió de Lofa i d'ètnia krahn, i sa mare, Aissata Kourouma, és guineana d'origen també liberià, i tots dos són musulmans. El pare va arribar a Espanya través de les illes Canàries i, després d'uns anys a Espanya es va instal·lar a Barcelona. Es va casar amb una catalana, amb qui va tenir un fill, i va portar tres dels fills que ell tenia a l'Àfrica. El més petit era l'Ilaix, que tenia quatre anys. Ilaix actualment té doble nacionalitat espanyola i guineana. El seu germà Lass Kourouma debutà amb el Llevant UE, el 2 de juny del 2024, davant l'Osca (0-0), causant bona impressió.
Tot i que el seu nom és Moriba i els cognoms Kourouma Kourouma, hom el coneix pel sobrenom d'Ilaix (una transcripció catalana d'una adaptació de l'àrab الحاج al-Hajj) en honor al seu avi, qui rep aquest sobrenom com a tractament per haver fet el pelegrinatge a la Meca, que es coneix com a Hajj.

## Internacional
Va rebre una convocatòria de la selecció de Guinea el 2017 per integrar-se a la sub-16, però el jugador i el seu entorn varen refusar la ofertaen considerar que era massa aviat. Ha estat convocat habitualment per les seleccions espanyoles per edats.
El 21 d'agost de 2021, inesperadament va renunciar a representar la selecció espanyola i va optar per jugar amb la selecció de Guinea.